# Либеракакис, Стефания
Стефания Либеракакис (нидерл. Stefania Liberakakis; греч. Στεφανία Λυμπερακάκη, Стефани́я Лимберака́ки; род. 17 декабря 2002, Утрехт), известная под своим артистическим именем Стефания — греко-нидерландская певица и актриса. Представляла Грецию на конкурсе песни «Евровидение-2021» с песней «Last Dance». Первоначально должна была представлять Грецию на отменённом «Евровидении-2020» с песней «SUPERG!RL».

## Карьера

### Ранние годы
В 2013 году, Стефания приняла участие в третьем сезоне 
The Voice Kids (Dutch TV series). После этапа слепых прослушиваний она стала частью команды Борсато, однако выбыла по окончании баттлов. Через некоторое время Стефания присоединилась к детскому хору Kinderen voor Kinderen, но по прошествии двух лет покинула его.
| Выступления и результаты «The Voice Kids» | Выступления и результаты «The Voice Kids» | Выступления и результаты «The Voice Kids» | Выступления и результаты «The Voice Kids» |
| Этап                                      | Песня                                     | Артист                                    | Результат                                 |
| ----------------------------------------- | ----------------------------------------- | ----------------------------------------- | ----------------------------------------- |
| «Слепые Прослушивания»                    | «No One»                                  | Алиша Киз                                 | Присоединилась к команде Марко Борсато    |
| «Баттлы»                                  | «Hoe»                                     | Nielson & Miss Montreal                   | Выбыла                                    |

### Детское Евровидение-2016
В 2016 году Стефания приняла участие в прослушиваниях для участия на «Детском Евровидении». Путём внутреннего голосования было принято решение, что она отправится в Валетту на «Детское Евровидение — 2016» в составе группы «Kisses».
На конкурсе группа представила Нидерланды с песней «Kisses & Dancin'» и заняла 8 место из 17.

### Сольная карьера
В 2018 году Стефания выпустила свой первый сингл под названием «Stupid Reasons».
В 2019 году было представлено ещё три новых сингла: «Wonder», «I’m Sorry (Whoops!)» и «Turn Around».
В конце июня 2019 года Стефания выступила с кавером на песню «Con Calma» на премии MAD Video Music Awards, которая транслировалась греческим телевидением.

### Карьера актрисы
В 2019 году снялась в трёх фильмах: «Brugklas: De tijd van m'n leven», «100% Coco New York» и «De Club van Lelijke Kinderen».
В 2018—2020 годах играла постоянную второстепенную роль в сериале «Brugklas».

### Конкурс песни «Евровидение»
В конце 2019 года Стефания была названа в числе потенциальных кандидатов на поездку в Роттердам на конкурс песни «Евровидение-2020» от Греции. 3 февраля 2020 года греческий вещатель ERT объявил о том, что, действительно, Стефания представит Грецию на конкурсе «Евровидение-2020».
Певица должна была выступить 14 мая во втором полуфинале с песней «SUPERG!RL». Однако, 18 марта EBU объявил об отмене конкурса в связи с пандемией коронавируса.
В этот же день ERT подтвердил участие Греции в конкурсе «Евровидение-2021».
Стефания вновь представила Грецию, но уже с песней «Last Dance». Номер певицы включал в себя танцоров, на которых был одет хромакей, благодаря чему в кадре оставались только их белые костюмы. Кроме того, когда Стефания взбиралась на трибуну, которая также была скрыта и создавалось впечатление будто она шагает по экрану и достигался эффект полного погружения в графику на экране (многие сравнивали перфоманс с выступлением С. Лазарева на «Евровидении-2016»).
Во 2-м полуфинале «Евровидения» Стефания заняла 6-е место и прошла в финал песенного конкурса. В финале выступила под 10-м порядковым номером. По результату голосования жюри и телезрителей заняла 10-е место, набрав 170 баллов. Стефании присудили оценку 12 жюри Кипра и Франции, оценку 10 жюри Азербайджана.

## Личная жизнь
Родители Стефании родом из поселений Турион и Софико, расположенных в Восточной Македонии и Фракии.
С осени 2018 по апрель 2021 года Стефания состояла в отношениях с Яннесом Хойвельмансом — представителем Нидерландов на конкурсе «Детское Евровидение — 2017», который занял 4-е место в составе группы «Fource».

## Дискография

### Синглы

#### Kinderen voor Kinderen
| Название                    | Год  | Альбом                   | Наив.поз. (Чарт) NED |
| --------------------------- | ---- | ------------------------ | -------------------- |
| «Muziek laat je dromen»     | 2014 | Feest (vol. 35)          | 2                    |
| «Wereldplan»                | 2014 | Feest (vol. 35)          | 2                    |
| «Nu het feestje voorbij is» | 2014 | Feest (vol. 35)          | 2                    |
| «Waarom moet ik gaan?»      | 2015 | Raar maar waar (vol. 36) | 1                    |
| «Eventjes alleen»           | 2015 | Raar maar waar (vol. 36) | 1                    |
| «Leef met elkaar»           | 2015 | Raar maar waar (vol. 36) | 1                    |

#### Kisses
| Название             | Год  | Альбом |
| -------------------- | ---- | ------ |
| «Kisses and Dancin'» | 2016 | Н/А    |

#### Сольная карьера
| Название                                                                                            | Год  | Альбом           |
| --------------------------------------------------------------------------------------------------- | ---- | ---------------- |
| «Stupid Reasons»                                                                                    | 2018 | Н/А              |
| «All I Want For Christmas Is You»                                                                   | 2018 | L’esprit de Noël |
| «Wonder» (для голландской версии Wonder Park)                                                       | 2019 | Н/А              |
| «I’m Sorry (Whoops!)»                                                                               | 2019 | Н/А              |
| «Over and Over Again» (совместно с Яннесом Хойвельмансом)                                           | 2019 | Н/А              |
| «Turn Around»                                                                                       | 2019 | Н/А              |
| «SUPERG!RL»                                                                                         | 2020 | Н/А              |
| «SUPERG!RL (Eurovision Remix)»                                                                      | 2020 | Н/А              |
| «Friday»                                                                                            | 2020 | Н/А              |
| «SWIPE» (совместно с Рейном ван Дуйвенбоденом)                                                      | 2020 | Н/А              |
| «Last Dance»                                                                                        | 2021 | Н/А              |
| «Voor Een Ander» (совместно с Томми Кристианом, для голландской версии Peter Rabbit 2: The Runaway) | 2021 | Н/А              |
| «Mucho Calor»                                                                                       | 2021 | Н/А              |

## Фильмография

### Телевидение
| Год       | Название                            | Роль             | Примечание                            |
| --------- | ----------------------------------- | ---------------- | ------------------------------------- |
| 2018—2020 | «Brugklas»                          | Фенна и Стефания | Сезон 7 и 8                           |
| 2020      | «Евровидение: Europe Shine a Light» | —                | Видеообращение                        |
| 2021      | «Your Face Sounds Familiar»         | —                | Приглашённый гость                    |
| 2021      | «Евровидение-2021»                  | —                | Представительница Греции (10-е место) |

### Фильмы
| Год  | Название                          | Роль              | Примечание       |
| ---- | --------------------------------- | ----------------- | ---------------- |
| 2019 | «Brugklas: De tijd van m'n leven» | Фенна             | —                |
| 2019 | «Wonder Park»                     | Джуна             | Озвучивание роли |
| 2019 | «100 % Coco New York»             | Лилли             | —                |
| 2019 | «De Club van Lelijke Kinderen»    | Исполнитель песни | —                |
| 2019 | «Trouble»                         | Зоя Белл          | Озвучивание роли |
| 2020 | «Dolittle»                        | Лэди Роуз         | Озвучивание роли |
| 2021 | «Peter Rabbit 2: The Runaway»     | Амелия            | Озвучивание роли |